# Герб комуни Кунгсер
Герб комуни Кунгсер (швед. Kungsörs kommunvapen) — символ шведської адміністративно-територіальної одиниці місцевого самоврядування комуни Кунгсер. 

## Історія
Герб торговельного містечка (чепінга) Кунгсер отримав королівське затвердження 1941 року.   
Після адміністративно-територіальної реформи, проведеної в Швеції на початку 1970-х років, муніципальні герби стали використовуватися лишень комунами. Цей герб був 1971 року перебраний для нової комуни Кунгсер.
Герб комуни офіційно зареєстровано 1974 року.

## Опис (блазон)
Щит перетятий, у верхньому синьому полі золота відкрита корона, у нижньому срібному – синя хвиляста балка, поверх яких — червоний стовп.

## Зміст
Корона і фігури нижнього поля символізую поняття королівський брід і пов’язані з трьома шведськими королями. 